# Aventuras y desventuras de Mateo
Aventuras y desventuras de Mateo es una serie de televisión de 13 episodios, protagonizada por Jesús Puente y dirigida por Jesús Yagüe, emitida por Televisión española en 1972. La serie es una adaptación para España de una obra del autor italiano Aldo De Benedetti.

## Argumento
La serie gira en torno a la persona de Mateo Martínez, un español medio, amable, servicial, bonachón, amigo de sus amigos y aparentemente normal, pero con una irrefrenable tendencia a meterse en líos y una cierta atracción sobre la mala suerte.

## Listado de episodios (parcial)
- El amigo del hombre (9 de febrero)
- El moscón (16 de febrero)
- El caballero Tristán (8 de marzo)
- Un beso en la oscuridad (15 de marzo)
- Lista de correos (22 de marzo)
- Fifí (29 de marzo)
- De cinco a siete (5 de abril)
- Aventura de viaje (12 de abril)
- Un muerto extraordinario (19 de abril)
- Padre por última hora (26 de abril)
- La fortuna llovida del cielo (3 de mayo)